# Fondo di aiuti europei agli indigenti

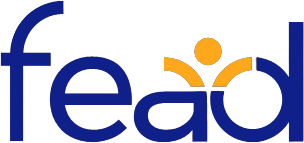
Logo del FEAD

Il Fondo di aiuti europei agli indigenti (in inglese Fund for European Aid to the Most Deprived, abbreviato FEAD) è un investimento pubblico dell'Unione Europea, promosso dai Paesi UE e destinato alle persone bisognose considerate vicine o appartenenti alla soglia di povertà. L'investimento, dal valore di 3,8 miliardi di euro, si pone l'obiettivo di orientamento e sostegno alle persone per aiutarle a migliorare la loro condizione economica e farle uscire dalla povertà.

## Caratteristiche

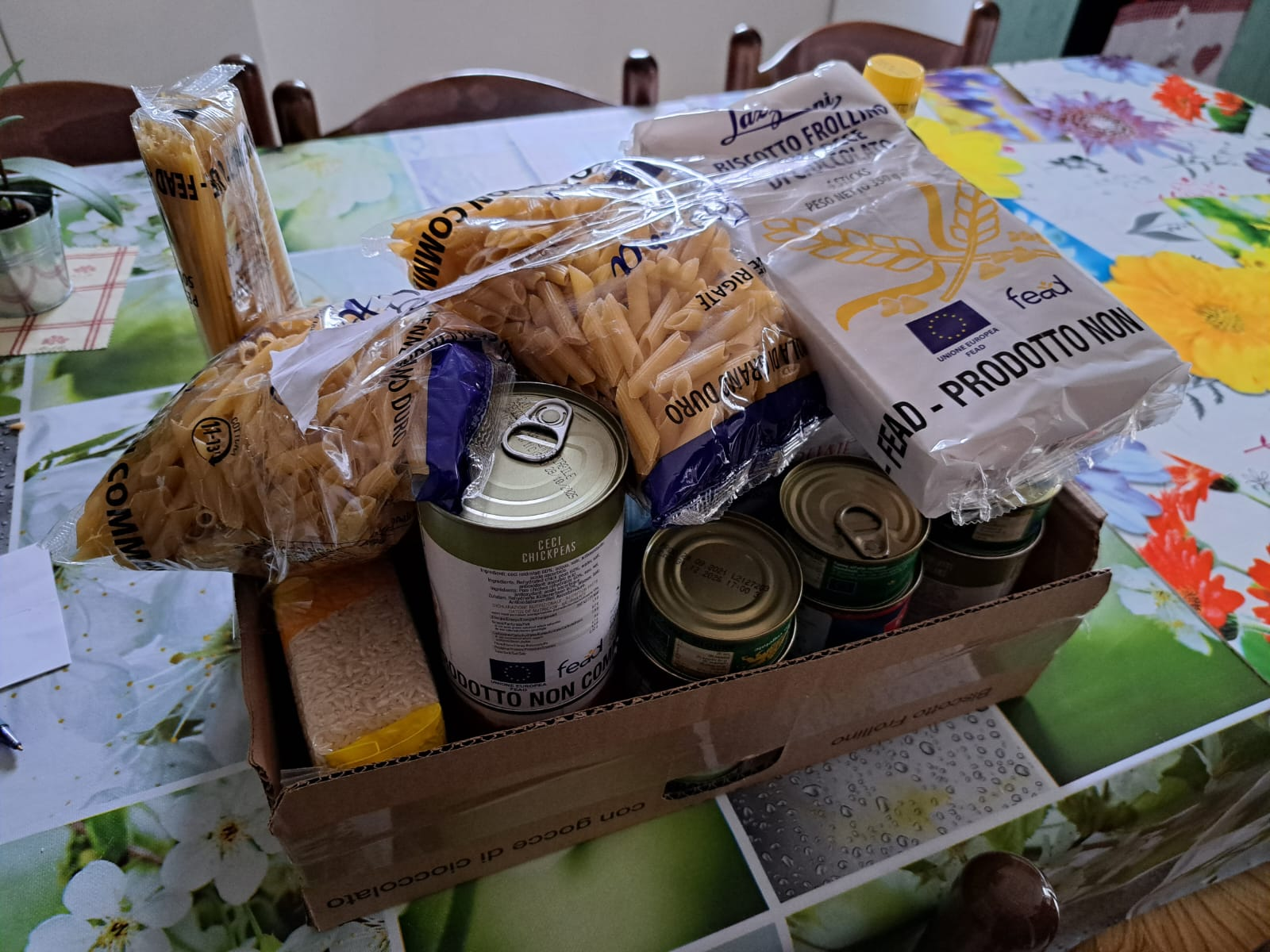
Un pacco di assistenza alimentare del programma FEAD italiano

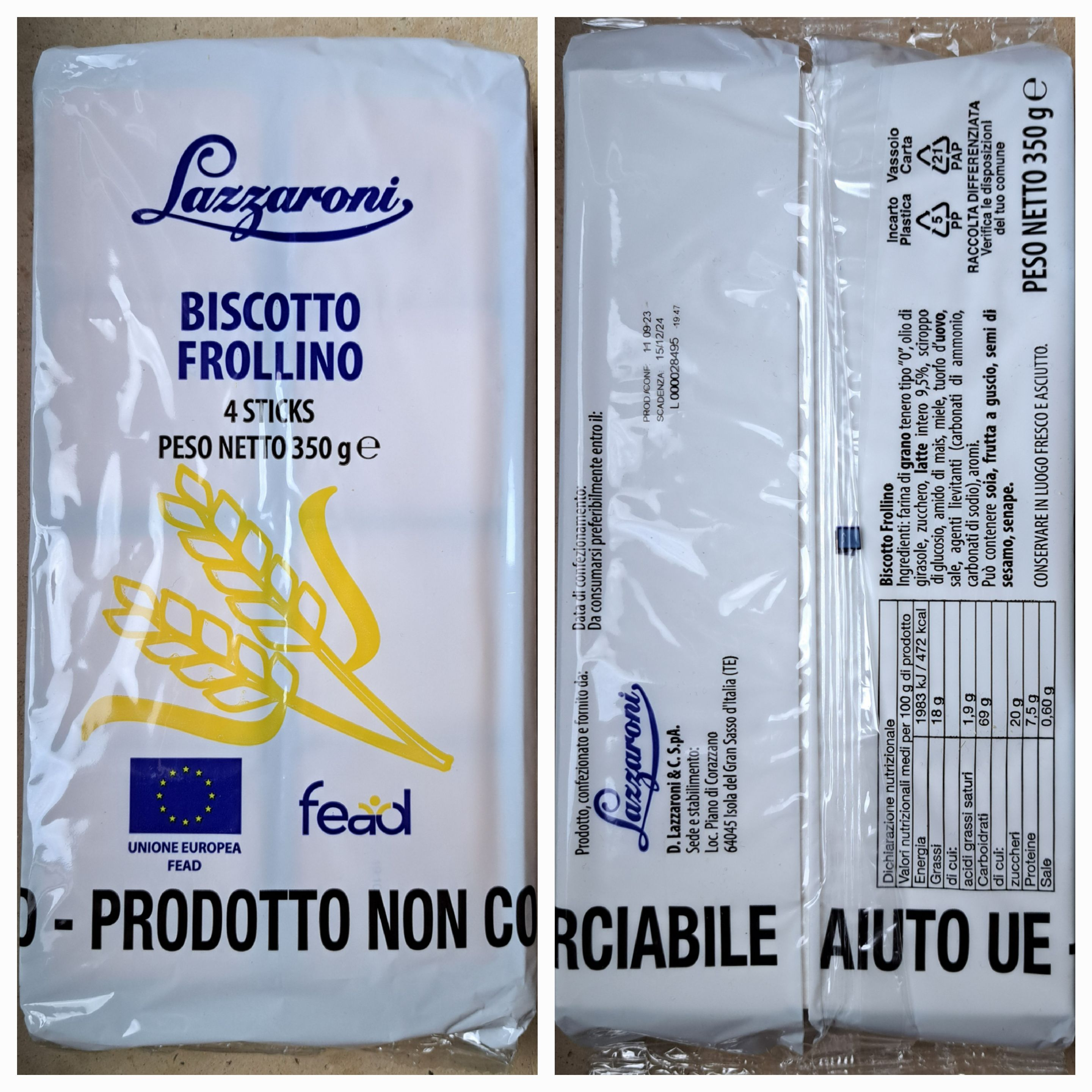
Biscotti dell'azienda Lazzaroni per il programma FEAD italiano. Ben distinguibili sono la bandiera UE col nome, il logo FEAD e la scritta Aiuto UE - FEAD prodotto non commerciabile su ogni prodotto d'aiuto

Gli Stati membri possono utilizzare il Fondo in due modi, chiamati "Programma Operativo" (PO), in modo contemporaneo o scegliendo uno dei due. I due PO sono:
- PO I: programma operativo per la fornitura di prodotti alimentari e/o assistenza materiale di base;
- PO II: programma operativo per l'inclusione sociale.

Le persone che hanno diritto al FEAD possono ricevere beni di prima necessità, come alimenti, indumenti e altri articoli per la cura personale e/o un'assistenza non materiale, mirata per accompagnarli in un percorso di ripresa dalla condizione di povertà in cui si trovano. L'Unione Europea mette a disposizione un capitale pari all'85% (3,8 miliardi di euro), mentre il restante 15% viene dato dagli Stati membri, facendo si che il valore totale del Fondo sia di circa 4,5 miliardi di euro. I due PO devono poi essere integrati con altre attività, quali attività educative per un'alimentazione sana, consigli sulla preparazione e sulla conservazione degli alimenti, sostegno psicologico e terapeutico, programmi di formazione, consulenza sulla gestione del bilancio familiare, attività sociali e ricreative e prestazione di servizi legali.
A seguito della pandemia di COVID-19, la Commissione europea ha aumentato la flessibilità e la liquidità degli Stati membri. Le modifiche, che hanno interessato il triennio 2020-2022, hanno aumentato l'assistenza alimentare, materiale e l'inclusione sociale ed ha aggiunto forniture di dispositivi di protezione individuale per lavoratori e volontari e aiuti tramite voucher elettronici o cartacei, in modo da garantire il rispetto del distanziamento sociale.

## Il FEAD nel dettaglio

### Paesi UE
| Paese       | Organo politico                                                                       | Coordinatore                  | PO           | Rivolto a                                                                     | Tipologia di aiuto                                                                             | Sito web (EN) |
| ----------- | ------------------------------------------------------------------------------------- | ----------------------------- | ------------ | ----------------------------------------------------------------------------- | ---------------------------------------------------------------------------------------------- | ------------- |
| Austria     | Ministero federale del lavoro                                                         | Martin Kocher                 | PO I         | Bambini                                                                       | Materiale di base                                                                              | Austria       |
| Belgio      | Ministero delle pensioni, integrazione sociale, lotta alla povertà e persone disabili | Karine Lalieux                | PO I         | Persone bisognose e bambini                                                   | Assistenza alimentare e materiale                                                              | Belgio        |
| Bulgaria    | Ministero del Lavoro e delle Politiche Sociali                                        | Ivanka Šalapatova             | PO I         | Persone povere, in particolare bambini, anziani e disoccupati                 | Assistenza alimentare                                                                          | Bulgaria      |
| Croazia     | Ministero del lavoro e sistema pensionistico, famiglia e politiche sociali            | Josip Aladrović               | PO I         | Famiglie svantaggiate e senzatetto                                            | Assistenza alimentare e materiale                                                              | Croazia       |
| Cipro       | Direzione Generale per i Programmi Europei, il Coordinamento e lo Sviluppo            |                               | PO I - PO II | Persone povere e/o escluse                                                    | - PO I: Materiale di base - PO II: abbandono scolastico, frequenza scolastica e disoccupazione | Cipro         |
| Danimarca   | Consiglio sociale nazionale                                                           |                               | PO II        | Inclusione sociale                                                            | Povertà, problemi sociali e sanitari                                                           | Danimarca     |
| Estonia     | Centro servizi condivisi statali                                                      |                               | PO I         | Persone indigenti                                                             | Assistenza alimentare                                                                          | Estonia       |
| Finlandia   | Autorità alimentare finlandese                                                        |                               | PO I         | Persone indigenti                                                             | Assistenza alimentare                                                                          | Finlandia     |
| Francia     | Ministero della Solidarietà, autonomia e disabilità                                   | Damien Abad                   | PO I         | Persone indigenti                                                             | Assistenza alimentare                                                                          | Francia       |
| Germania    | Ministero federale del lavoro e degli affari sociali                                  | Hubertus Heil                 | PO II        | Persone indigenti                                                             | Inclusione sociale                                                                             | Germania      |
| Grecia      | Ministero del Lavoro e della Previdenza Sociale                                       | Adōnis Geōrgiadīs             | PO I         | Persone indigenti                                                             | Assistenza alimentare e materiale                                                              | Grecia        |
| Irlanda     | Dipartimento per l’occupazione e la protezione sociale,                               |                               | PO I         | Persone vulnerabili alla povertà                                              | Assistenza alimentare e materiale                                                              | Irlanda       |
| Italia      | Ministero del lavoro e delle politiche sociali                                        | Marina Elvira Calderone       | PO I         | Persone indigenti                                                             | Assistenza alimentare e materiale                                                              | Italia        |
| Lettonia    | Ministero della Previdenza Sociale                                                    | Uldis Augulis                 | PO I         | Famiglie svantaggiate e cittadini indigenti                                   | Assistenza alimentare e materiale                                                              | Lettonia      |
| Lituania    | Ministero della Sicurezza sociale e Lavoro                                            | Monika Navickienė             | PO I         | Persone povere                                                                | Assistenza alimentare e materiale                                                              | Lituania      |
| Lussemburgo | Ministero della Famiglia ed Integrazione                                              | Corinne Cahen                 | PO I         | Persone indigenti                                                             | Assistenza alimentare e materiale                                                              | Lussemburgo   |
| Malta       | Ministero dell'Economia, fondi europei e territori                                    | Silvio Schembri               | PO I         | Famiglie svantaggiate, in particolare con bambini e anziani                   | Assistenza alimentare                                                                          | Malta         |
| Polonia     | Ministero per il lavoro, la famiglia e le politiche sociali                           | Marlena Maląg                 | PO I         | Persone con difficoltà a procurarsi cibo                                      | Assistenza alimentare                                                                          | Polonia       |
| Portogallo  | Autorità di Gestione PO ISE                                                           | Domingos Jorge Ferreira Lopes | PO I         | Persone e famiglie indigenti                                                  | Assistenza alimentare e materiale                                                              | Portogallo    |
| Romania     | Ministero degli Investimenti e progetti europei                                       | Marcel Boloș                  | PO I         | Bisognosi                                                                     | Assistenza alimentare e materiale                                                              | Romania       |
| Slovacchia  | Ministero del Lavoro, degli Affari Sociali e della Famiglia                           | Erik Tomáš                    | PO I         | Persone e famiglie indigenti                                                  | Assistenza alimentare e materiale                                                              | Slovacchia    |
| Slovenia    | Ministero dello Sviluppo e Politiche di coesione europee                              | Aleksander Jevšek             | PO I         | Persone con difficoltà sociali e materiali                                    | Assistenza alimentare                                                                          | Slovenia      |
| Spagna      | Ministero del Lavoro ed Economia sociale                                              | Governo dimissionario         | PO I         | Persone povere                                                                | Assistenza alimentare                                                                          | Spagna        |
| Svezia      | Consiglio del Fondo Sociale Europeo                                                   |                               | PO II        | Persone socialmente vulnerabili                                               | Inclusione sociale                                                                             | Svezia        |
| Paesi Bassi | Ministero degli Affari sociali e occupazione                                          | Governo dimissionario         | PO II        | Anziani con reddito basso                                                     | Inclusione sociale                                                                             | Paesi Bassi   |
| Rep. Ceca   | Ministro del Lavoro e Politiche sociali                                               | Marian Jurečka                | PO I         | Famiglie indigenti con bambini e senzatetto                                   | Assistenza alimentare e materiale                                                              | Rep. Ceca     |
| Ungheria    | Ministero dello Sviluppo Economico                                                    | Márton Nagy                   | PO I         | Famiglie povere con bambini, senzatetto, disabili e anziani con basso reddito | Assistenza alimentare e materiale                                                              | Ungheria      |

### Paesi non UE
Il Regno Unito inizialmente non aveva attuato il programma del FEAD. Prima della Brexit, il programma era gestito dal Dipartimento per l'Istruzione Unità alimentare scolastica e si basava su un aiuto alimentare (PO I) dato a famiglie a basso reddito e svantaggiate.